# Lionel Barrymore
Lionel Barrymore, pseudonimo di Lionel Herbert Blythe (Filadelfia, 28 aprile 1878 – Van Nuys, 15 novembre 1954), è stato un attore e regista statunitense celebre sullo schermo e sui palcoscenici teatrali.
Figlio di Maurice Barrymore e di Georgiana Drew, appartiene alla cosiddetta Famiglia Reale di Hollywood. Suo zio, era il famoso attore teatrale John Drew. Fratello maggiore degli attori Ethel e John, vinse il premio Oscar al miglior attore nel 1931 per l'interpretazione in Io amo. Nel 1930 fu inoltre candidato al premio Oscar al miglior regista per Madame X.

## Biografia

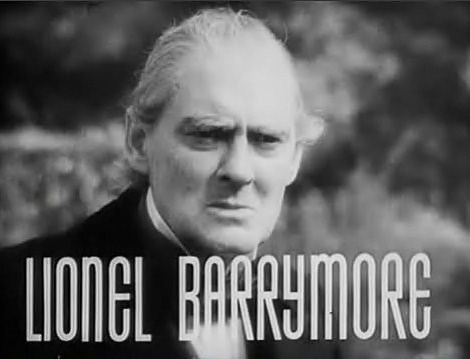
Lionel Barrymore nel film Margherita Gauthier (1936)

Lionel Barrymore nacque a Philadelphia, primo dei tre figli degli attori Georgiana Drew e Maurice Barrymore, appartenenti alla dinastia hollywoodiana dei Barrymore. Educato alla religione cattolica, frequentò l'Episcopal Academy a Philadelphia e l'Art Students League a New York.
Diventò una star di Broadway nel 1918, protagonista di The Copperhead, un lavoro teatrale di Augustus Thomas che, due anni dopo, avrebbe interpretato anche sullo schermo, in The Copperhead, dove fu diretto da Charles Maigne.
Debuttò sul grande schermo nel 1911 per la Biograph Company e nella sua lunga carriera mostrò di sapere affrontare sia ruoli di protagonista che di caratterista. Si distinse nel suggestivo Grand Hotel (1932), recitando assieme al fratello John e a Greta Garbo.
È ricordato anche per l'interpretazione del personaggio del Dott. Leonard Gillespie nella serie di film sul Dottor Kildare, girati alla fine degli anni trenta per la MGM. Memorabile anche la sua interpretazione del ricco ed avaro Potter ne La vita è meravigliosa (1946) a fianco di James Stewart.
Nell'ultimo periodo della sua vita, una sopravvenuta paralisi agli arti inferiori lo costrinse su una sedia a rotelle, ma l'infermità non gli impedì, comunque, di continuare a recitare. Tra i suoi ultimi film si ricorda Duello al sole (1946), dove ritrovò Lillian Gish, con la quale aveva recitato anche in passato.

## Vita privata
Fu anche uno scrittore, musicista e pittore.
Fu sposato all'attrice Irene Fenwick, la quale morì nel 1936 a causa di un'anoressia nervosa. Durante la funzione funebre, l'attore svenne in chiesa. Non si risposò mai più.

## Premi e riconoscimenti
Oscar al miglior attore nel 1931 per Io amo (A Free Soul) di Clarence Brown.
Per il suo contributo all'industria cinematografica e radiofonica, gli vennero assegnate due stelle sulla Hollywood Walk of Fame che si trovano su Vine Street: per il cinema, al 1724 e, per la radio, al 1651.

## Spettacoli teatrali
- The Second in Command, di Robert Marshall (Broadway, 2 settembre 1901)
- The Copperhead (Broadway, 18 febbraio 1918-giugno 1918)

## Filmografia
La filmografia (basata su dati IMDb) ATTORE è completa. Quando manca il nome del regista, questo non viene riportato nei titoli

### Attore
- The Paris Hat (1908)
- Fighting Blood, regia di David Wark Griffith (1911)
- The Battle, regia di David Wark Griffith (1911)
- Cuore d'avaro (The Miser's Heart), regia di David Wark Griffith (1911)
- Home Folks, regia di David Wark Griffith (1912)
- Friends, regia di David Wark Griffith (1912)
- So Near, Yet So Far, regia di David Wark Griffith (1912)
- The Chief's Blanket, regia di David Wark Griffith (1912)
- The One She Loved, regia di David Wark Griffith] (1912)
- The Painted Lady, regia di David Wark Griffith (1912)
- The Musketeers of Pig Alley, regia di David Wark Griffith (1912)
- Heredity, regia di David Wark Griffith (1912)
- Gold and Glitter, regia di David Wark Griffith e di Frank Powell (1912)
- My Baby, regia di D.W. Griffith e Frank Powell (1912)
- The Informer, regia di David Wark Griffith (1912)
- Brutality, regia di David Wark Griffith (1912)
- Il cappello di Parigi (The New York Hat), regia di David Wark Griffith (1912)
- My Hero, regia di David Wark Griffith (1912)
- The Burglar's Dilemma, regia di David Wark Griffith (1912)
- The Massacre, regia di David W. Griffith (1912)
- A Cry for Help, regia di David Wark Griffith (1912)
- The God Within, regia di David Wark Griffith (1912)
- Three Friends, regia di David Wark Griffith (1913)
- The Telephone Girl and the Lady, regia di David Wark Griffith (1913)
- An Adventure in the Autumn Woods, regia di David Wark Griffith (1913)
- The Tender Hearted Boy, regia di David Wark Griffith e di Frank Powell (1913)
- Oil and Water, regia di David Wark Griffith (1913)
- A Chance Deception, regia di David Wark Griffith (1913)
- Love in an Apartment Hotel, regia di David Wark Griffith (1913)
- The Wrong Bottle,  regia di Anthony O'Sullivan (1913)
- A Girl's Stratagem, regia di David Wark Griffith e di Frank Powell (1913)
- The Unwelcome Guest, regia di D.W. Griffith (1913)
- Near to Earth, regia di David Wark Griffith (1913)
- Fate, regia di David Wark Griffith (1913)
- The Sheriff's Baby, regia di David Wark Griffith (1913)
- The Perfidy of Mary, regia di David Wark Griffith (1913)
- The Little Tease, regia di David Wark Griffith (1913)
- A Misunderstood Boy, regia di David Wark Griffith (1913)
- The Lady and the Mouse, regia di David Wark Griffith (1913)
- The Wanderer, regia di David Wark Griffith (1913)
- The House of Darkness, regia di D.W. Griffith (1913)
- The Yaqui Cur, regia di David Wark Griffith (1913)
- Just Gold, regia di David Wark Griffith (1913)
- The Ranchero's Revenge, regia di David Wark Griffith (1913)
- A Timely Interception, regia di David Wark Griffith (1913)
- Red Hicks Defies the World, regia di Dell Henderson (1913)
- The Well, regia di Anthony O'Sullivan (1913)
- Death's Marathon, regia di David Wark Griffith (1913)
- The Switch Tower, regia di Anthony O'Sullivan (1913)
- Almost a Wild Man, regia di Dell Henderson (1913)
- In Diplomatic Circles, regia di Anthony O'Sullivan (1913)
- A Gamble with Death, regia di Anthony O'Sullivan (1913)
- The Enemy's Baby, regia di David Wark Griffith (1913)
- Pa Says, regia di Dell Henderson (1913)
- The Mirror, regia di Anthony O'Sullivan (1913)
- The Vengeance of Galora, regia di Anthony O'Sullivan (1913)
- Under the Shadow of the Law, regia di Anthony O'Sullivan (1913)
- I Was Meant for You, regia di Anthony O'Sullivan (1913)
- An Indian's Loyalty, regia di Christy Cabanne (1913)
- The Suffragette Minstrels, regia di Dell Henderson (1913)
- The Work Habit, regia di Anthony O'Sullivan (1913)
- The Crook and the Girl, regia di Anthony O'Sullivan (1913)
- The Strong Man's Burden, regia di Anthony O'Sullivan (1913)
- The Stolen Treaty, regia di Anthony O'Sullivan - cortometraggio (1913)
- So Runs the Way, regia di Christy Cabanne - cortometraggio (1913)
- All for Science, regia di Anthony O'Sullivan (1913)
- The Battle at Elderbush Gulch, regia di David Wark Griffith (1913)
- The House of Discord, regia di James Kirkwood (1913)
- The Bartered Crown
- Classmates, regia di James Kirkwood (1914)
- Her Father's Silent Partner, regia di Donald Crisp (1914)
- Giuditta di Betulla (Judith of Bethulia), regia di David Wark Griffith (1914)
- Strongheart, regia di James Kirkwood - cortometraggio (1914)
- Brute Force, regia di D.W. Griffith (1914)
- Woman Against Woman, regia di Paul Powell (1914)
- The Cracksman's Gratitude, regia di Anthony O'Sullivan (1914)
- Men and Women regia di James Kirkwood (1914)
- The Power of the Press (1914)
- The Woman in Black, regia di Lawrence Marston (1914)
- Under the Gaslight, regia di Lawrence Marston (1914)
- The Span of Life, regia di Edward Mackay (1914)
- The Seats of the Mighty, regia di T. Hayes Hunter (1914)
- I misteri di New York (The Exploits of Elaine), regia di Louis J. Gasnier, George B. Seitz e Leopold Wharton - serial (1914)
- Wildfire, regia di Edwin Middleton (1915)
- A Modern Magdalen, regia di Will S. Davis (1915)
- The Curious Conduct of Judge Legarde, regia di Will S. Davis (1915)
- Transatlantic (The Romance of Elaine), regia di George B. Seitz, Leopold Wharton e di Theodore Wharton (1915)
- The Flaming Sword, regia di Edwin Middleton (come E. Middleton) (1915)
- Dora Thorne, regia di Lawrence Marston (1915)
- A Yellow Streak, regia di William Nigh (1915)
- Dorian's Divorce, regia di O.A.C. Lund (1916)
- The Quitter, regia di Charles Horan (1916)
- The Upheaval, regia di Charles Horan (1916)
- The Brand of Cowardice, regia di John W. Noble (1916)
- The End of the Tour, regia di George D. Baker (1917)
- His Father's Son, regia di George D. Baker (1917)
- The Millionaire's Double, regia di Harry Davenport (1917)
- National Red Cross Pageant regia di Christy Cabanne (1917)
- The Copperhead regia di Charles Maigne (1920)
- The Master Mind regia di Kenneth S. Webb (1920)
- The Devil's Garden, regia di Kenneth S. Webb (1920)
- The Great Adventure, regia di Kenneth S. Webb (1921)
- Jim the Penman, regia di Kenneth S. Webb (1921)
- Boomerang Bill, regia di Tom Terriss (1922)
- The Face in the Fog, regia di Alan Crosland (1922)
- I nemici delle donne (Enemies of Women), regia di Alan Crosland (1923)
- Unseeing Eyes, regia di Edward H. Griffith (1923)
- The Eternal City, regia di George Fitzmaurice (1923)
- America, regia di D.W. Griffith (1924)
- Decameron Nights, regia di Herbert Wilcox (1924)
- Meddling Women, regia di Ivan Abramson (1924)
- I Am the Man, regia di Ivan Abramson (1924)
- Wedding Women (1924)
- A Man of Iron, regia di Whitman Bennett (1925)
- The Girl Who Wouldn't Work, regia di Marcel De Sano (1925)
- Children of the Whirlwind, regia di Whitman Bennett (1925)
- The Wrongdoers, regia di Hugh Dierker (1925)
- Fifty-Fifty, regia di Henri Diamant-Berger (1925)
- The Splendid Road, regia di Frank Lloyd (1925)
- Die Frau mit dem schlechten Ruf, regia di Benjamin Christensen (1925)
- Ben-Hur: A Tale of the Chris, regia di Fred Niblo (1925)
- Brooding Eyes, regia di Edward LeSaint (1926)
- The Barrier, regia di George W. Hill (1926)
- Wife Tamers, regia di James W. Horne (1926)
- Paris at Midnight, regia di E. Mason Hopper (1926)
- La principessa bionda (The Lucky Lady), regia di Raoul Walsh (1926)
- The Bells, regia di James Young (1926)
- La tentatrice, (The Temptress), regia di Fred Niblo (1926)
- The Show, regia di Tod Browning (1927)
- Women Love Diamonds, regia di Edmund Goulding (1927)
- Body and Soul, regia di Reginald Barker (1927)
- The Thirteenth Hour, regia di Chester M. Franklin (1927)
- Tristana e la maschera (Sadie Thompson), regia di Raoul Walsh (1928)
- La legge dell'amore (Drums of Love), regia di David Wark Griffith (1928)
- The Lion and the Mouse, regia di Lloyd Bacon (1928)
- Road House, regia di Richard Rosson (1928)
- Il misterioso Jimmy (Alias Jimmy Valentine), regia di Jack Conway (1928)
- La serpe di Zanzibar (West of Zanzibar),  regia di Tod Browning (1928)
- The River Woman, regia di Joseph Henabery (1928)
- L'isola misteriosa (The Mysterious Island), regia di Lucien Hubbard e (non accreditati) Benjamin Christensen e Maurice Tourneur (1929)
- Chi non cerca... trova (The Mysterious Island), regia di Lucien Hubbard e, non accreditati, Benjamin Christensen e Maurice Tourneur (1930)
- Io amo (A Free Soul), regia di Clarence Brown (1931)
- Mani colpevoli (Guilty Hands), regia di W. S. Van Dyke e, non accreditato, di Lionel Barrymore (1931)
- Il passaporto giallo (The Yellow Ticket), regia di Raoul Walsh (1931)
- Mata Hari, regia di George Fitzmaurice (1931)
- L'uomo che ho ucciso (Broken Lullaby), regia di Ernst Lubitsch (1932)
- Arsenio Lupin (Arsène Lupin), regia di Jack Conway (1932)
- Grand Hotel, regia di Edmund Goulding (1932)
- The Washington Masquerade, regia di Charles Brabin (1932)
- Rasputin e l'imperatrice (Rasputin and the Empress), regia di Richard Boleslawski e non accreditato di Charles Brabin (1933)
- Figli di lusso (Sweepings), regia di John Cromwell (1933)
- Looking Forward, regia di Clarence Brown (1933)
- Il ritorno della straniera (The Stranger's Return), regia di King Vidor (1933)
- Pranzo alle otto (Dinner at Eight), regia di George Cukor (1933)
- One Man's Journey, regia di John S. Robertson (1933)
- Volo di notte (Night Flight), regia di Clarence Brown (1933)
- Christopher Bean, regia di Sam Wood (1933)
- Should Ladies Behave, regia di Harry Beaumont (1933)
- This Side of Heaven, regia di William K. Howard (1934)
- Joanna (Carolina), regia di Henry King (1934)
- Pura al cento per cento (The Girl from Missouri), regia di Jack Conway e, non accreditato, Sam Wood (1934)
- L'isola del tesoro (Treasure Island), regia di Victor Fleming (1934)
- Davide Copperfield (The Personal History, Adventures, Experience, & Observation of David Copperfield the Younger), regia di George Cukor (1935)
- Il piccolo colonnello (The Little Colonel), regia di David Butler (1935)
- Mark of the Vampire, regia di Tod Browning (1935)
- Public Hero#1, regia di J. Walter Ruben (1935)
- The Return of Peter Grimm, regia di George Nichols Jr. e, non accreditato, Victor Schertzinger (1935)
- Ah, Wilderness!, regia di Clarence Brown (1935)
- The Voice of Bugle Ann, regia di Richard Thorpe (1936)
- Le vie della gloria (The Road to Glory), regia di Howard Hawks (1936)
- La bambola del diavolo (The Devil-Doll), regia di (non accreditato) Tod Browning (1936)
- Troppo amata (The Gorgeous Hussy), regia di Clarence Brown (1936)
- Margherita Gauthier (Camille), regia di George Cukor (1936)
- Un affare di famiglia (A Family Affair), regia di George B. Seitz (1937)
- Capitani coraggiosi (Captains Courageous), regia di Victor Fleming (1937)
- Saratoga, regia di Jack Conway (1937)
- La vita a vent'anni (Navy Blue and Gold), regia di Sam Wood (1937)
- Un americano a Oxford (A Yank at Oxford), regia di Jack Conway (1938)
- Arditi dell'aria (Test Pilot), regia di Victor Fleming (1938)
- L'eterna illusione (You Can't Take It with You), regia di Frank Capra (1938)
- Il giovane Dr. Kildare (Young Dr. Kildare), regia di Harold S. Bucquet (1938)
- Il grande nemico (Let Freedom Ring), regia di Jack Conway (1939)
- La difficile prova del Dr. Kildare (Calling Dr. Kildare), regia di Harold S. Bucquet (1939)
- On Borrowed Time, regia di Harold S. Bucquet (1939)
- Il segreto del Dr. Kildare (The Secret of Dr. Kildare), regia di Harold S. Bucquet (1939)
- E le stelle stanno a guardare (The Stars Look Down), regia di Carol Reed (1940)
- Lo strano caso del Dr. Kildare (Dr. Kildare's Strange Case), regia di Harold S. Bucquet (1940)
- Il Dr. Kildare torna a casa (Dr. Kildare Goes Home), regia di Harold S. Bucquet (1940)
- Dr. Kildare's Crisis, regia di Harold S. Bucquet (1940)
- The Penalty, regia di Harold S. Bucquet (1941)
- Pancho il messicano (The Bad Man), regia di Richard Thorpe (1941)
- The People vs. Dr. Kildare, regia Harold S. Bucquet (1941)
- Dr. Kildare's Wedding Day, regia di Harold S. Bucquet (1941)
- Lady Be Good, regia di Norman Z. McLeod e, non accreditato, Busby Berkeley (1941)
- Dr. Kildare's Victory, regia di W. S. Van Dyke (1942)
- Calling Dr. Gillespie, regia di Harold S. Bucquet (1942)
- Dr. Gillespie's New Assistant, regia di Willis Goldbeck (1942)
- Tennessee Johnson, regia di William Dieterle (1942)
- Dr. Gillespie's Criminal Case, regia di Willis Goldbeck (1943)
- The Last Will and Testament of Tom Smith, regia di Harold S. Bucquet (1943)
- Joe il pilota (A Guy Named Joe), regia di Victor Fleming (1943)
- 3 Men in White, regia di Willis Goldbeck (1944)
- Da quando te ne andasti (Since You Went Away), regia di John Cromwell e, non accreditati, Edward F. Cline, Tay Garnett, David O. Selznick (1944)
- La stirpe del drago (Dragon Seed), regia di Harold S. Bucquet e Jack Conway (1944)
- Fra due donne (Between Two Women), regia di Willis Goldbeck (1945)
- La valle del destino (The Valley of Decision), regia di Tay Garnett (1945)
- Three Wise Fools, regia di Edward Buzzell (1946)
- La vita è meravigliosa (It's a Wonderful Life), regia di Frank Capra (1946)
- In fondo al cuore (The Secret Heart), regia di Robert Z. Leonard (1946)
- Duello al sole (Duel in the Sun), regia di King Vidor (1946)
- Torbidi amori (Dark Delusion), regia di Willis Goldbeck (1947)
- L'isola di corallo (Key Largo), regia di John Huston (1948)
- Naviganti coraggiosi (Down to the Sea in Ships), regia di Henry Hathaway (1949)
- Malesia (Malaya), regia di Richard Thorpe (1949)
- Il messicano (Right Cross), regia di John Sturges (1950)
- Bannerline, regia di Don Weis (1951)
- Stella solitaria (Lone Star), regia di Vincent Sherman (1952)

### Regista
- His Secret (1913)
- Where's the Baby? (1913)
- No Place for Father (1913)
- Just Boys (1914)
- Chocolate Dynamite (1914)
- Life's Whirlpool (1917)
- Confession (1929)
- Madame X (1929)
- Lo spettro verde (The Unholy Night) (1929)
- Ladro d'amore (His Glorious Night) (1929)
- Redenzione (Redemption), co-regia di Fred Niblo (1930)
- Amor gitano (The Rogue Song), co-regia di (non accreditato) Hal Roach (1930)
- Il vampiro del mare (The Sea Bat) (1930)
- Dieci soldi a danza (Ten Cents a Dance) (1931)
- Mani colpevoli (Guilty Hands) (1931)

### Apparizioni di Lionel Barrymore in film e documentari
- Hollywood che canta (The Hollywood Revue of 1929), regia di Charles Reisner (1929)
- Screen Snapshots Series 17, No. 12, regia di Ralph Staub - documentario (1938)
- Hollywood: Style Center of the World, regia di Oliver Garver - filmati di repertorio (1940)
- Some of the Best: Twenty-Five Years of Motion Picture Leadership documentario (1949)

### Tv
- Our Mr. Sun, regia di Frank Capra (1956)

## Doppiatori italiani
- Olinto Cristina in Rasputin e l'imperatrice (doppiaggio tardivo), La vita è meravigliosa, Duello al sole, L'isola di corallo, Naviganti coraggiosi, Fra due donne
- Amilcare Pettinelli in Margherita Gauthier (1º ridoppiaggio 1948), L'eterna illusione, Joe il pilota, Da quando te ne andasti, La valle del destino
- Luigi Pavese in Capitani coraggiosi (ridoppiaggio 1952), Malesia, Stella solitaria
- Giorgio Piamonti in Grand Hotel (ridoppiaggio 1952), Pranzo alle otto (ridoppiaggio 1952)
- Arnoldo Foà in Il messicano
- Sergio Tedesco in Mata Hari (2º ridoppiaggio 1983)
- Sergio Fiorentini in Margherita Gauthier (2º ridoppiaggio 1983)
- Gianni Musy in L'isola del tesoro (ridoppiaggio)